# Vợ Hứa Doãn
Vợ Hứa Doãn (chữ Hán: 許允婦, Hứa Doãn phụ), họ thời con gái là Nguyễn (阮), không rõ tên, nguyên quán là huyện Úy Thị, quận Trần Lưu . Bà là người phụ nữ có dung mạo xấu xí nhưng nổi tiếng thông minh vào thời Tam Quốc.

## Cuộc đời
Nguyễn thị là con gái của Vệ úy Nguyễn Cung, tự Bá Ngạn, em gái của Hà Nội thái thú Nguyễn Khản, tự Đức Như, được gả cho dòng dõi đại tộc ở quận Cao Dương là Hứa Doãn.
Nguyễn thị có dung mạo xấu xí, sau khi làm lễ giao bái, Hứa Doãn không chịu vào phòng tân hôn, người nhà rất lo lắng. Gặp lúc có khách đến, Nguyễn thị sai tỳ nữ xem là ai, tỳ nữ trở về cho biết là Hoàn Phạm, bà nói: "Không lo nữa, anh Hoàn ắt khuyên được tân lang." Hoàn Phạm quả nhiên nói: "Nhà họ Nguyễn gả con gái xấu cho anh, nhất định có dụng ý, anh nên xem thế nào." Hứa Doãn bèn quay trở vào, nhưng vừa gặp Nguyễn thị thì lập tức muốn trở ra. Nguyễn thị đã liệu trước, bèn nắm vạt áo Hứa Doãn giữ lại. Hứa Doãn nhân đó hỏi rằng: "Đàn bà có tứ đức, nàng có được mấy?" Nguyễn thị hỏi lại: "Tân nương chỉ thiếu Dung mà thôi. Kẻ sĩ có bách hạnh, chàng được mấy?" Hứa Doãn đáp: "Đủ cả." Nguyễn thị nói: "Bách hạnh lấy Đức làm đầu, chàng hiếu sắc không hiếu đức, sao mà đủ được!?" Hứa Doãn có vẻ thẹn, từ đó kính trọng bà.
Hứa Doãn làm Lại bộ lang, cất nhắc nhiều người là đồng hương, vì thế Tào Ngụy Minh đế sai lính Hổ Bôn bắt Doãn. Nguyễn thị khuyên chồng rằng: "Đối với minh chủ chỉ có thể nói lý, không thể cầu tình." Đến lúc đế cật vấn, Doãn đáp rằng: "Cử người mình biết!  Đồng hương của thần, nên thần biết rõ. Bệ hạ đã kiểm tra xem họ có xứng chức hay chưa? Nếu không xứng chức, thần xin nhận tội." Kiểm tra xong, họ đều xứng chức, nên Doãn được phóng thích. Ban đầu, Hứa Doãn bị bắt đi, cả nhà gào khóc, Nguyễn thị điềm nhiên nói: "Chớ lo, sẽ sớm về thôi." Rồi nấu cơm cho mọi người. Không lâu sau, Hứa Doãn về đến.
Hứa Doãn đi lại với bọn Hạ Hầu Huyền, Lý Phong thân thiết. Tháng 2 ÂL năm Gia Bình thứ 6 (254), Đại tướng quân Tư Mã Sư tru di tam tộc bọn Huyền, Phong, khiến Doãn lo sợ. Mùa thu năm ấy, Doãn hiến kế cho Ngụy đế Tào Phương giết Tư Mã Chiêu, đoạt quân đội của Chiêu để chống lại Sư. Đế không dám thi hành, càng khiến Doãn thêm lo sợ. Ngay sau đó Tư Mã Sư lấy Doãn làm Trấn bắc tướng quân thay cho Lưu Tĩnh, Doãn vui mừng nói với Nguyễn thị rằng: "Ta tránh được vạ rồi!" Bà nói: "Vạ đến chính là lúc này, làm sao tránh được!?" 
Hứa Doãn chưa lên đường thì bị bắt, rồi bị xử lưu đày đến quận Nhạc Lãng. Mùa đông năm ấy, Doãn chết trên đường lưu đày, môn sanh chạy về báo cho Nguyễn thị, bà nói: "Sớm biết như thế rồi!" Có người muốn đưa các con của Hứa Doãn và Nguyễn thị đi trốn, bà nói: "Chưa đến lúc lo cho bọn trẻ." Sau đó Nguyễn thị dời nhà đến mộ của Hứa Doãn. Tư Mã Sư sai Chung Hội đến thăm, các con hỏi kế Nguyễn thị, bà đáp: "Bọn mày tuy đẹp đẽ, nhưng tài năng không nhiều, cứ thật lòng nói chuyện, chẳng có gì đáng lo. Đừng tỏ ra quá đau buồn, Hội hỏi thì trả lời, có thể nhắc đến việc triều chánh một chút." Các con của Nguyễn thị nghe theo lời dạy ấy. Chung Hội trở về thuật lại mọi chuyện, Tư Mã Sư cho rằng bọn họ tài năng không đáng kể, nên bỏ qua cho các công tử họ Hứa.